# Aimée Batier
Aimée Batier, née le 18 août 1908 à Versailles et décédée le 8 novembre 1980 à Eyragues, est une résistante et une femme politique française.

## Biographie
Fille d'un adjudant à l’école militaire de l’artillerie, elle épouse à 20 ans André Roy. Veuve, elle se remarie avec Vincent Abeille dont elle divorce en 1948. Elle a deux enfants. Elle est docteure en pharmacie et en médecine depuis l'entre-deux-guerres,.
Aimée Batier est résistante sous l'Occupation. Elle est d'abord courrier et agent de liaison avant de prendre davantage de responsabilités à Paris dans le réseau Gallia, créé en 1943. Ce réseau fondé en zone sud est lié au Bureau central de renseignements et d'action (BCRA) gaulliste de Londres et dirigé par le Lyonnais Henri Gorce-Franklin, cousin d'Aimée Batier. Le BCRA ordonne à Gorce au printemps 1944 de constituer son antenne en zone Nord en réseau autonome : ce sera le réseau Darius. Il confie la tâche à Louis Gentil, qui va être secondé par Aimée Batier et Jean Delore, déjà responsables de l'antenne parisienne,.
Entrée en Résistance sous le pseudonyme de « Jeannine » (ou « Jeanine »), elle est arrêtée en juillet 1944 alors qu'elle était le chef adjoint du réseau Darius. Déportée au camp de Ravensbrück, elle est libérée et rapatriée en mai 1945,.
Elle est désignée comme liquidateur du réseau Darius après la guerre. Elle devient la secrétaire générale du Comité d'action de la Résistance (CAR) en avril 1953. Une autre ancienne résistante la remplace en novembre 1954, Marie-Madeleine Fourcade. Aimée Batier est en 1954 la seule femme membre du jury du Prix littéraire de la Résistance, décerné par le CAR.
À la fin de la IVe République, au temps de la « traversée du désert » du général de Gaulle, elle reste gaulliste et rejoint le comité de rédaction, appelé aussi le conseil consultatif, d'un nouveau journal gaulliste, Le Télégramme de Paris, fondé en 1955 et dirigé par Jacques Dauer. Elle y figure aux côtés de deux autres femmes, de généraux (Henri Navarre, Jean Touzet du Vigier, Cherrière et Lanusse) et d'anciens résistants comme Michel Debré ou Maxime Blocq-Mascart.
Pharmacienne puis médecin-inspecteur du ministère des Anciens combattants, elle est conseillère technique adjointe de ce ministère. Désignée par le préfet de Paris en 1964 membre du conseil d'administration de l'office des H.L.M. de la Ville de Paris, elle est ensuite présidente de cet office, et, à partir de janvier 1966, membre du Conseil économique et social.
Elle apporte son soutien au général de Gaulle lors de l'élection présidentielle de 1965, en signant un manifeste de 102 personnalités féminines en sa faveur.
Le gaulliste Roger Frey, ministre de l'Intérieur, la choisit en février 1967 comme suppléante pour les futures élections législatives de mars 1967,. Le parti gaulliste présentait alors peu de candidates. Lors de la préparation des élections législatives de 1967, le Premier ministre Georges Pompidou, chef de la majorité, a reçu une note de son conseiller technique en charge des questions électorales au sein de son cabinet : « Je sais que je suis le seul de mon avis. Mais je maintiens que nous aurons un problème politique quand la liste de nos candidats sortira dans la presse. Nous serons le mouvement faisant le moins appel aux femmes. Or, c’est pour nous qu’elles votent de préférence ». Pompidou commenta en marge : « Il faut en effet quelques femmes, au moins comme suppléantes. En particulier recommander la chose aux ministres ». La recommandation du Premier ministre a donc été suivie d'effet en ce qui concerne Frey et Aimée Batier.
Frey est réélu et désigné à nouveau ministre à l'issue des élections. Aimée Batier lui succède donc comme députée de la 11ème circonscription de Paris en mai,,. La dissolution de 1968 voulue par le général de Gaulle à la suite des événements de mai 68 met un terme à sa courte carrière parlementaire car Roger Frey récupère son siège de député.

## Mandats
- Députée de Paris (1967-1968)

## Décorations
- Commandeur de la Légion d'honneur à titre militaire[3] : elle aurait été la première femme à recevoir les insignes de commandeur de la Légion d'honneur selon un article du Monde[8] ; officier en 1952[22].
- Croix de guerre 1939–1945[3]
- Médaille de la Résistance française (décret du 31 mars 1947)[23],[3]